# Ulrich Schippels
Ulrich Schippels (* 15. März 1963 in Neumünster) ist ein deutscher Politiker (Die Linke).

## Leben
Nach Abitur in Altenholz und Zivildienst beim Deutschen Roten Kreuz in Bellin (Kreis Plön) studierte Schippels Politologie an der Universität Kiel (Abschluss M.A.). Politisch ist er nach eigenen Angaben seit Ende der 1970er Jahre aktiv und nennt als Stichpunkte: Anti-AKW-Bewegung, Friedensbewegung, antifaschistische Aktivitäten, Volkszählungsboykott.
Seit 1991 ist er Mitglied der PDS (später ihrer Nachfolgepartei Die Linke) in Schleswig-Holstein und dort nacheinander: Landesgeschäftsführer, Landesschatzmeister und Landeswahlkampfleiter. Schippels war vom 27. Oktober 2009 bis zum 5. Juni 2012 Abgeordneter des 17. Schleswig-holsteinischen Landtages und Parlamentarischer Geschäftsführer seiner Fraktion. Bei der Wahl zum 18. Landtag kandidierte er erneut auf einem hohen Listenplatz, seine Partei scheiterte jedoch mit 2,2 Prozent deutlich an der Fünfprozenthürde. Bei der Landtagswahl 2017 trat er auf dem Listenplatz 2 an. Die Partei erreichte nicht die 5-Prozent-Hürde.
Aktuell ist er Mitarbeiter der Rosa-Luxemburg-Stiftung in Schleswig-Holstein.